# Hymenaea stigonocarpa
Hymenaea stigonocarpa là một loài thực vật có hoa trong họ Đậu. Loài này được Hayne miêu tả khoa học đầu tiên.

## Hình ảnh

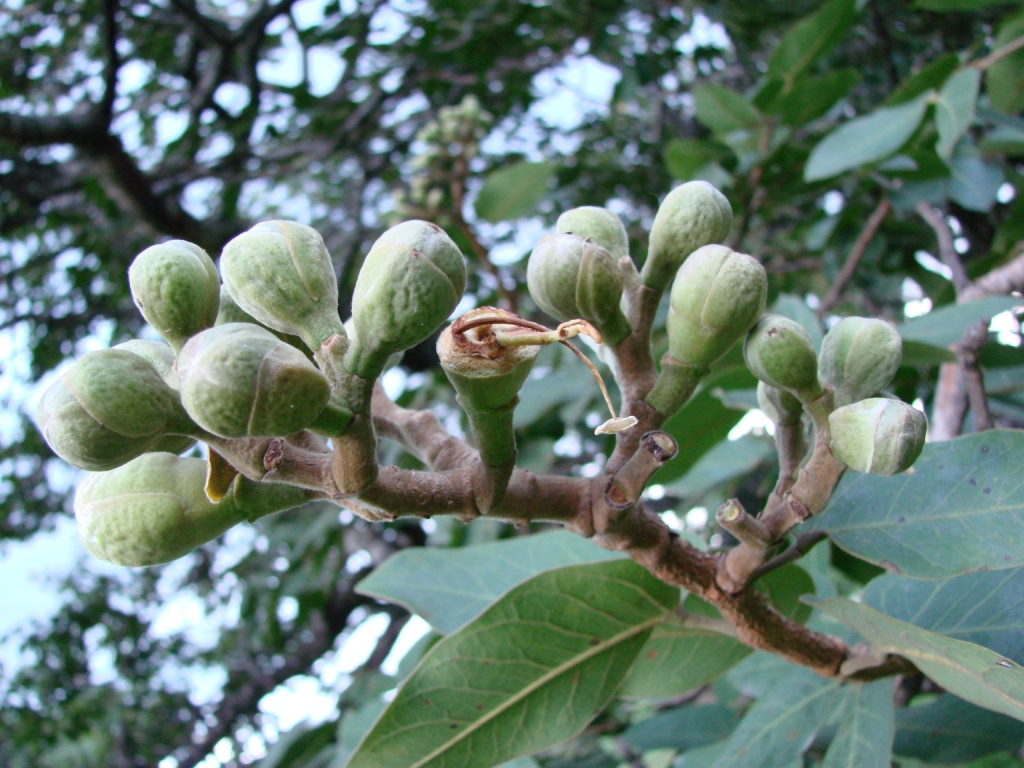
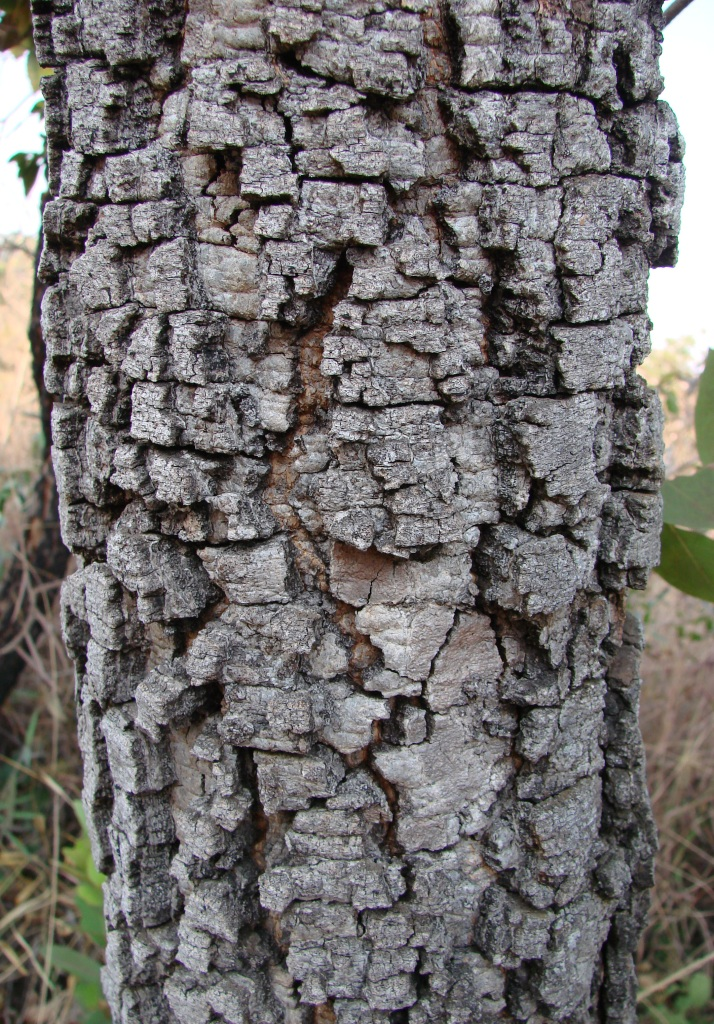
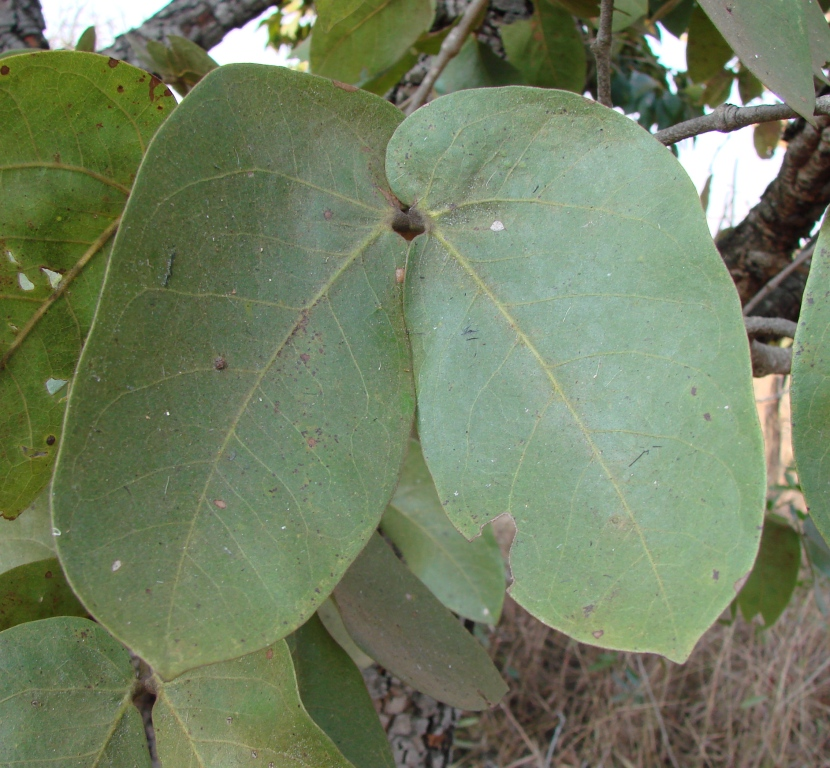
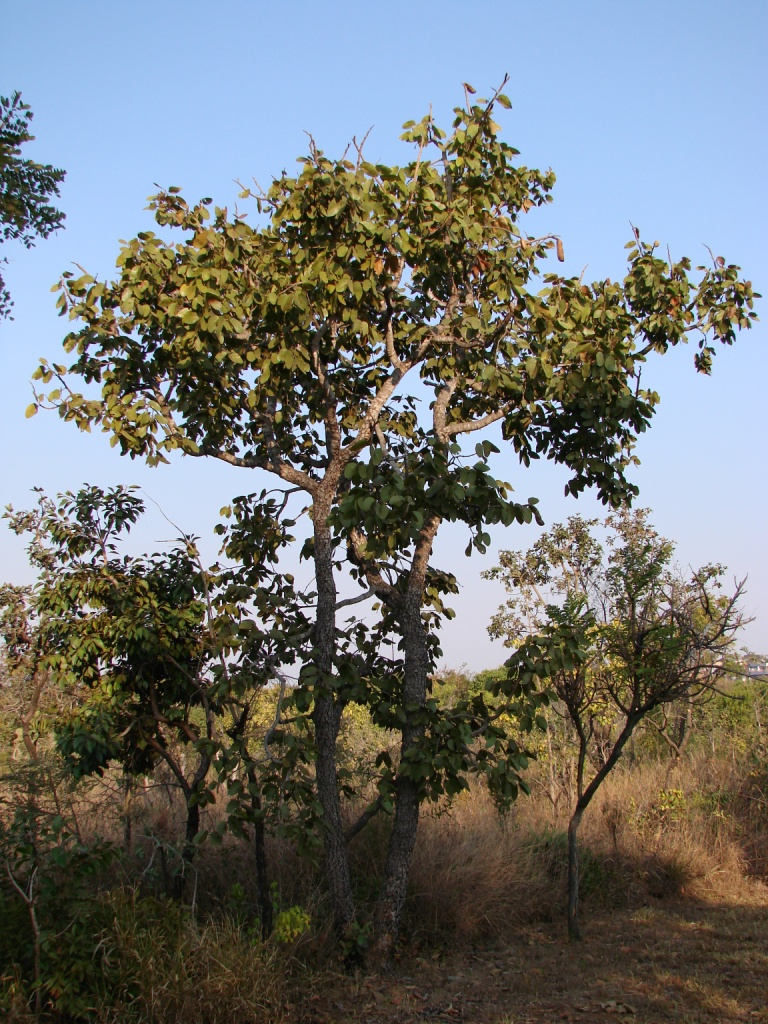